# Fecskeseregély-félék
A fecskeseregély-félék (Artamidae) a madarak osztályának verébalakúak (Passeriformes) rendjébe tartozó család.
Egyes rendszerezések a fojtógébicsféléket is ide sorolják, és a fecskeseregély-féléket két alcsaládra osztják: a fecskeseregélyformákra (Artaminae) és a fojtógébicsformákra (Cracticinae).

## Rendszerezésük
A családba az alábbi 1 nem és 11 faj tartozik:
- Artamus Vieillot, 1816 – 11 faj
  - hamuszürke fecskeseregély (Artamus fuscus)
  - fehérhasú fecskeseregély (Artamus leucorynchus[2] vagy Artamus leucoryn)[1]
  - fidzsi fecskeseregély (Artamus mentalis)
  - fehérhátú fecskeseregély (Artamus monachus)
  - óriás-fecskeseregély (Artamus maximus)
  - melanéz fecskeseregély (Artamus insignis)
  - álarcos fecskeseregély (Artamus personatus)
  - szemsávos fecskeseregély (Artamus superciliosus)
  - feketeképű fecskeseregély (Artamus cinereus)
  - fehérszárnyú fecskeseregély (Artamus cyanopterus)
  - törpe-fecskeseregély (Artamus minor)